# David Elazar
David "Dado" Elazar (27. august 1925 – 15. april 1976) var den niende generalstabschef i det israelske forsvar. Han sad fra 1972-1974, hvor han blev tvunget til at tage sin afsked i kølvandet på Yom Kippur krigen.

## Tidlige år
Elazar blev født i Sarajevo i Bosnien Herzegovina og var af separdisk afstamning. Ham immigrerede til Palæstina i 1940 som led i Youth Aliyah programmet, og bosatte sig i kibbutzen Ein Shemer. Han kom snart med i Palmach, og kæmpede i mange vigtige slag under Israels uafhængighedskrig i 1948, herunder slaget ved San Simon klosteret i Jerusalem. Som soldat steg han i graderne under krigen og endte som chef for den berømte HaPortzim Bataljon i Harel brigaden.
Elazar blev i hæren efter krigen og skiftede til panserkorpset efter Sinaifelttoget i 1956. Han var næstkommanderende for korpset under Haim Bar-Lev indtil han selv overtog kommandoen over korpset i 1961. Han forblev på denne post indtil 1964, hvor han blev udnævnt til chef for Israels Nordkommando. Han beklædte denne post under Seksdageskrigen og havde den overordnede ledelse af erobringen af de strategisk vigtige Golan-højder fra Syrien på kun to dage. Dette førte til en hurtig våbenhvile med Syrien og afslutning på krigen. 
Efter krigen fungerede Elazar som øverste operationsofficer i generalstaben. Den 1. januar 1972 blev han udnævnt til stabschef. 

## Chef for generalstaben
De første måneder af hans tjenestetid gik med at bekæmpe terrorisme. Den 30. maj angreb den japanske røde hær Ben Gurion Airport og dræbte 25 civile og sårede 71. Den 5. september samme år angreb en anden gruppe de israelske sportsfolk ved de olympiske lege i Múnchen. Angrebet fik navnet München massakren. Som svar på disse angreb gav Elazar ordre til de hidtil kraftigste bombardementer af palæstinensiske baser i Syrien og Libanon. Tre syriske jetfly blev skudt ned og snesevis af fedayeen kæmpere blev dræbt under et massivt artilleribombardement. I Operation ungdommens kilde, som fandt sted i natten mellem 9. og 10. april 1973 blev yderligere snesevis af palæstinensere, herunder adskillige palæstinensiske ledere, snigmyrdet i Beirut af den israelske hær. 
En af de beslutninger, som Elazar traf i sin embedstid var ordren om at nedskyde et libysk passagerfly, som var trængt ind i israelsk luftrum og som blev mistænkt for at have terrorister om bord, da det ikke reagerede på radioopkald. Flyet blev skudt ned af det israelske luftvåben over Sinai-halvøen efter ordre fra Elazar personligt og over 100 civile mistede livet. Først senere blev det opdaget at det var et libysk passagerfly, som havde begået en navigationsfejl. 
Den 27. maj 1973 meddelte det israelske forsvar at landet var i undtagelsestilstand og reservetropper blev mobiliseret, som svar på ægyptiske troppebevægelser. Undtagelsestilstanden blev ophævet da det stod klart, at der kun var tale om en øvelse. Denne hændelse havde stor indflydelse på generalstaben, da det fik den til at tro, at de ægyptiske styrker ikke var i gang med at forberede krig. Efter krigen kom det til at stå klart, at disse hyppige manøvrer havde haft til hensigt at sløve israelernes opmærksomhed så de ikke indså ægypternes sande hensigter da angrebet rent faktisk begyndte. 
Den 13. september nedskød Israel 13 syriske jagerfly, som havde forsøgt at nedskyde et israelsk fly.

## Yom Kippur krigen

### Hændelser, som førte op til krigen
I 1957 blev Israel tvunget af amerikansk pres til at trække sig tilbage fra Sinai, som det havde holdt besat efter at have angrebet Ægypten det foregående år. Lukningen af Tiranstrædet for israelske skibe, som Nasser gennemførte i 1967 var en af hovedårsagerne til Seksdageskrigen, hvor Israel igen besatte Sinai. Trods resolutioner i FN om at trække sig tilbage, afviste Israel at gøre noget sådant med mindre Ægypten var klar til at slutte fred. 
Den 1. oktober 1973 blev hærene i Ægypten og Syrien sat i alarmberedskab. På grund af en fejlagtig efterretningsvurdering og dårlige beslutninger i det israelske militær var den israelske reaktion beskeden. Kun nogle få reserveenheder blev indkaldt, og det blev besluttet, at krig var "usandsynlig". I de tidlige timer på den 6. oktober (på Yom Kippur, den helligste af de jødiske helligdage) blev Elazar endelig overbevist om at krigen rent faktisk ville bryde ud samme dag, selv om chefen for militærets efterretningstjeneste generalmajor Eli Zeira og forsvarsminister Moshe Dayan stadig mente, at dette var særdeles usandsynligt. Dayans holdning havde to væsentlige konsekvenser: 
1. Dayan afviste at godkende Elazars anmodning om en generalmobilisering af reserverne (Elazar endte dog med på egen hånd at beslutte en delmobilisering den 5. oktober).
2. Dayan afviste at godkende Elazars anbefaling af at luftvåbenet skulle gennemføre et forebyggende luftangreb, der var planlagt til kl. 11 på Yom Kippur (luftvåbenet var klar til at gennemføre angrebet, men flyene kom aldrig i luften).

### Krigen
Klokken 14 på Yom Kippur indledte den ægyptiske og den syriske hær et koordineret angreb på Israel. På mange måder kom dette som en overraskelse for det israelske forsvar og dets overkommando.  
Efter en række voldsomme slag, der skulle stoppe de invaderende hære, en fejlslagen modoffensiv i Sinai og store tab for Israels hær og luftvåben blev angrebet endelig stoppet. Den 11. oktober blev kampene i nord presset tilbage over den syriske grænse og den 16. oktober krydsede israelske tropper Suezkanalen under ledelse af general Ariel Sharon. 
I de første dage af krigen var Elazar en af de meget få israelske militære chefer, som holdt hovedet koldt, og endda opretholde et optimistisk syn på hvordan tingene udviklede sig. Det var i særlig skarp kontrast til den politiske ledelse, først og fremmest Moshe Dayan, som talte om "ødelæggelsen af det tredje jødiske fællesskab". På samme tid understregede krigen de skarpe personlige modsætninger mellem de øverste militære ledere, især langs sydfronten – og nogle af disse modsætninger er endnu ikke løst. På et vist punkt under kampene blev Elazar tvunget til at udskifte chefen for sydkommandoen, generalmajor Shmuel Gonen (kendt som "Gorodish") med den tidligere generalstabschef Haim Bar-Lev. Han sikrede sig også hjælp fra generalerne Rehavam Zeevi og Aharon Yariv, som begge for nylig var gået på pension, og nu blev hans særlige rådgivere.  
Ved krigens slutning var israelerne trængt dybt ind på syrisk område. Hermonbjerget, som syrerne havde erobret i begyndelsen af krigen, var tilbage under israelsk kontrol. På sydfronten var den 3. ægyptiske armé omringet på Sinai og israelske tropper havde besat den sydlige sektor af vestbredden af Suezkanalen og kæmpede med Ariel Sharons ukonventionelle taktik. Alligevel, trods disse militære sejre, betalte Israel en høj pris i form af tab. 

### Efterspillet
De store tab og det faktum at Israel blev taget på sengen, både hvad angår efterretninger og operationelt, førte til en bølge af offentlige protester hen over landet. 
Den 21. november, så snart krigen var sluttet, blev Agranat kommissionen nedsat for at undersøge hvorfor det israelske forsvar var så dårligt forberedt på krigen. Kommissionen arbejdede i adskillige måneder. Det holdt 140 møder og lyttede på snesevis af vidner inden den udsendte en foreløbig rapport den 1. april 1974, hvor den opfordrede til at Elazar skulle fjernes som stabschef. Rapporten fastslog, at "Elazar har personligt ansvar for vurderingen af situationen og forsvarets beredskab" og anbefalede at han og chefen for den militære efterretningstjeneste skulle fjernes fra deres poster. 
Elazar afleverede straks sin afskedsansøgning til regeringen og hævdede, at han var blevet dårligt behandlet, da rapporten ikke anbefalede sanktioner overfor landets politiske ledelse. Han klagede også over at hans handlinger under krigen aldrig blev taget i betragtning. I sin afskedsansøgning skrev han: "Det er ikke stabschefens opgave at kontrollere alle taktiske detaljer. Jeg bevidner, at som chef for Nordkommandoen i 1967 indlevederede jeg en general plan til stabschefen og modtog ingen detaljerede planer. Han skrev også: "Jeg kan ikke begribe hvorfor kommissionen mente, at jeg burde have konkluderet, at reserver skulle indkaldes den 5. oktober mens forsvarsministeren ikke kunne have nået til den samme konklusion, på trods af, at vi havde præcis de samme informationer og der ikke var nogen i generalstaben som mente eller foreslog at der skulle indkaldes reserver." 
Den 15. april 1976 døde han af et hjerteanfald mens han svømmede. Mange mente, at han døde at et knust hjerte efter at Agranat kommissionen havde lagt skylden for den militære fiasko på ham. Han ligger begravet på Mount Herzl i Jerusalem.

## Eftermæle
David Elazar, med kælenavnet "Dado", er stadig en kontroversiel person i Israel. Agranat kommissionens konklusion om at han var personligt ansvarligt for det manglende beredskab blev ikke fuldt ud accepteret af offentligheden.  
Mange hævdede, at regeringen og især premierminister Golda Meir og forsvarsminister Moshe Dayan også burde drages til ansvar, og i det store og hele var den israelske offentlighed enig i denne holdning. Resultatet var et kraftigt offentligt pres, som endte med at Meir og Dayan trak sig tilbage, selv om de ikke officielt var impliceret ifølge Agranat kommissionens rapport. Mange peger også på det faktum, at Elazar kunne holde hovedet koldt under krigens første dage som en af de afgørende faktorer, der førte til at Israel endte med at vende krigslykken.  

## Yderligere læsning
- Dado, 48 years and 20 days, Bartov, Hanoch,  Maariv Book Guild, 1981 (oversat til engelsk fra hebræisk).